# Christoph von den Driesch
Christoph von den Driesch (* 19. November 1973 in Heinsberg) ist ein deutscher Kommunalpolitiker (CDU). Er war von 2008  bis 2020 hauptamtlicher Bürgermeister von Herzogenrath in der Städteregion Aachen, Nordrhein-Westfalen.

## Ausbildung
Von den Driesch machte am 17. Juni 1993 sein Abitur am Kreisgymnasium in Heinsberg. Von 1993 bis 1998 studierte er an der Westfälischen Wilhelms-Universität in Münster Rechtswissenschaften. Am 8. April 1998 legte er sein Erstes Juristisches Staatsexamen beim Justizprüfungsamt des Oberlandesgerichtes Hamm ab. 1998/99 machte von den Driesch eine Zusatzausbildung im gewerblichen Rechtsschutz. Seine Zeit als Rechtsreferendar vom September 1999 bis Oktober 2001 absolvierte er im Bezirk des Oberlandesgerichtes Köln. 2001 studierte er Verwaltungswissenschaften an der Deutschen Hochschule für Verwaltungswissenschaften Speyer mit Zertifikat. Das Zweite Juristische Staatsexamen folgte am 18. Oktober 2001 beim Landesjustizprüfungsamt NRW in Düsseldorf. Seit 1995 ist er Mitglied der katholischen Studentenverbindung KDStV Winfridia (Breslau) Münster.

## Berufliche Laufbahn
Die berufliche Laufbahn begann mit der Stelle als Rechts- und Sozialdezernent der Stadt Baesweiler für ein Jahr (2002 bis 2003). Danach war er von 2003 bis 2005 Beigeordneter der Stadt Herzogenrath für Bürger und Bildung sowie Stadtentwicklung und von 2005 bis 2008 Erster Beigeordneter in derselben Stadt, Dezernent für Bürgerdienste, Jugend und Bildung. Von Mai 2005 bis Februar 2008 amtierte von den Driesch jährlich wechselnd als Geschäftsführer oder Stellvertreter des Zweckverbandes Eurode.
Am 24. Februar 2008 wurde Christoph von den Driesch in direkter Wahl erstmals zum Bürgermeister von Herzogenrath gewählt. Am 14. Januar 2014 erfolgte die Wiederwahl. Als Bürgermeister hatte er abwechselnd mit dem Kerkrader Kollegen den Vorsitz im Zweckverband Eurode. Weiter saß er in Gremien u. a. beim Städte- und Gemeindebund Nordrhein-Westfalen in Düsseldorf, beim Kommunalen Arbeitgeberverband in Wuppertal und beim Wasserverband Eifel-Rur in Düren. 2020 trat er nicht mehr zur Wahl an und wurde im November des Jahres von Benjamin Fadavian (SPD) abgelöst.
Von Dezember 2020 bis Juni 2024 arbeitete von den Driesch als bei der Kölner Kammer zugelassener Rechtsanwalt, ab Frühjahr 2021 führte er eine eigene Kanzlei in Aachen.

## Auszeichnungen
- Commandeur des niederländischen Ordens von Oranien-Nassau
- Ehrenmedaille des Zweckverbandes Eurode